# Kostrzyn
Kostrzyn é um município da Polônia, na voivodia da Grande Polônia e no condado de Poznań. Estende-se por uma área de 7,98 km², com 9 677 habitantes, segundo os censos de 2019, com uma densidade de 1213 hab/km².